# Organo della chiesa di San Wilhadi a Stade

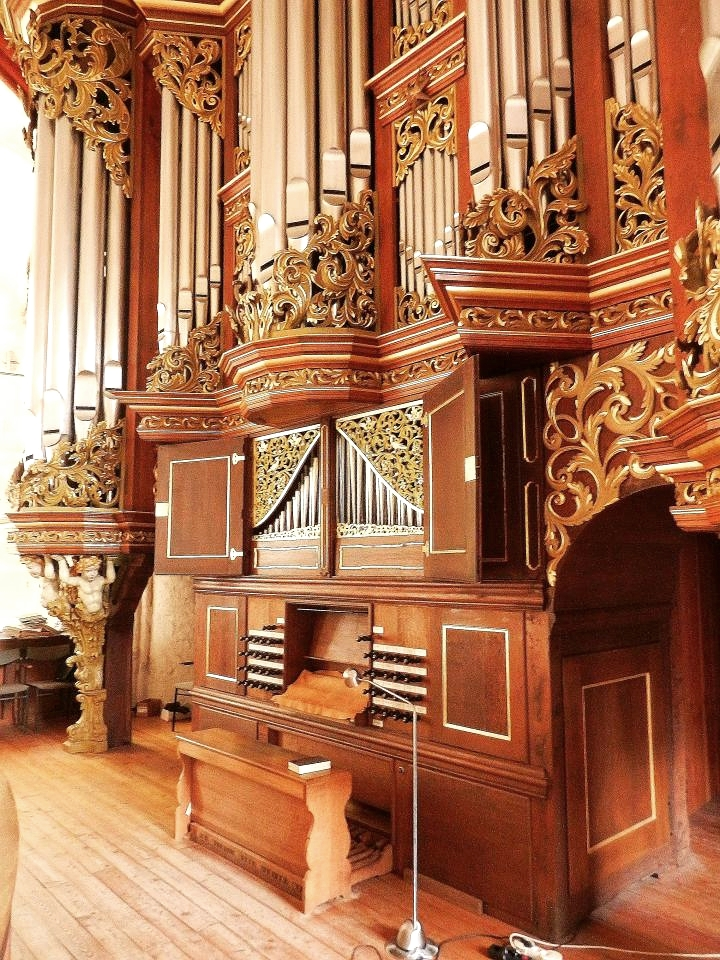
Consolle dell'organo della chiesa di San Wilhadi a Stade.

Con organo della chiesa di San Wilhadi ci si riferisce a un organo monumentale costruito a Stade, in Germania.

## Storia
Le prime notizie circa la presenza di un organo all'interno della chiesa di San Wilhadi risalgono al 1322, quando venne citato uno strumento costruito da un non meglio identificato Berthold. Lo strumento restò in servizio fino al 1659, anno in cui venne distrutto da un incendio. Nel 1673 l'organaro Berendt Huss iniziò la costruzione di un nuovo strumento da 46 registri, tre manuali e pedaliera, ma i lavori si fermarono nel 1676 a causa della morte dello stesso Huss. L'opera venne portata a termine da suo nipote Arp Schnitger nel 1678.
Lo strumento restò danneggiato durante un bombardamento danese nel 1712, ma, nel 1713-14, venne completamente restaurato da Arp Schnitger. L'organo, tuttavia, andò completamente distrutto nel 1724 quando un fulmine colpì la chiesa. I lavori per la costruzione di un nuovo organo furono allora affidati, nel 1731, a Erasmus Bielfeldt, il quale ultimò lo strumento nel novembre 1735 e lo inaugurò il 10 gennaio 1736.
Nel corso del XIX secolo la manutenzione dell'organo venne affidata prima a Georg Wilhelm Wilhelmy, e poi a suo figlio George William. Nel 1875-76 l'organaro Henry Rover eseguì alcune riparazioni, alle quali ne seguirono altre nel 1894. Nel 1917, durante la prima guerra mondiale, le canne della facciata vennero confiscate per essere fuse a scopi bellici e vennero rimpiazzate nel 1920. Nel 1937 l'hinterwerk venne trasformato in rückpositiv e furono cambiati alcuni registri. Il rückpositiv, poi, nel 1961-63 venne posizionato senza cassa alle spalle dell'organista, con una disposizione musicalmente insoddisfacente.
Fra il 1987 e il 1990 l'organaro Jürgen Ahrend compì un restauro filologico generale, riportando lo strumento alle sue condizioni originarie del 1736.

## Caratteristiche tecniche
Attualmente l'organo è a trasmissione interamente meccanica, la pressione del vento è di 81 mm in colonna d'acqua, il corista del La corrisponde a 473 Hz e il temperamento è il Werckmeister II modificato. La disposizione fonica è la seguente:
| Primo manuale - Hauptwerk |       |     |
| Principal                 | 16'   | A   |
| Quintatön                 | 16'   | B   |
| Octave                    | 8'    | B   |
| Viola da Gamba            | 8'    | A/B |
| Gedact                    | 8'    | B   |
| Octave                    | 4'    | B   |
| Nashat                    | 3'    | B   |
| Octave                    | 2'    | B   |
| Mixtur                    | IV-VI | A   |
| Cimbel                    | III   | A   |
| Trompete                  | 16'   | B   |
| Trompete                  | 8'    | B   |

| Secondo manuale - Brustwerk |        |     |
| Flute douce                 | 8'     | B   |
| Octave                      | 4'     | A   |
| Flute douce                 | 4'     | B   |
| Superoctave                 | 2'     | B/A |
| Quinte                      | 1' 1/2 | A   |
| Scharf                      | III-IV | A   |
| Dulcian                     | 8'     | B   |
| Schalmey                    | 4'     | A   |

| Terzo manuale - Hinterwerk |        |     |
| Octave                     | 8'     | B/A |
| Rohrflöte                  | 8'     | A/B |
| Quintadena                 | 8'     | B   |
| Octave                     | 4'     | B   |
| Quinte                     | 3'     | B   |
| Octave                     | 2'     | A   |
| Sesquialtera               | II     | A   |
| Scharf                     | III-IV | A   |
| Fagott                     | 16'    | B   |
| Vox humana                 | 8'     | A   |

| Pedalwerk    |      |     |
| Principal    | 16'  | A/B |
| Subbaß       | 16'  | B   |
| Octave       | 8'   | B   |
| Octave       | 4'   | B   |
| Rauschquinte | II   | B   |
| Mixtur       | IV-V | A   |
| Posaune      | 16'  | B   |
| Trompete     | 8'   | B   |
| Trompete     | 4'   | A   |
| Cornett      | 2'   | A   |

| Accessori   |
| Tremulant   |
| Cymbelstern |

A = Jürgen Ahrend (1990).
B = Erasmus Bielfeldt (1736).

## Galleria d'immagini

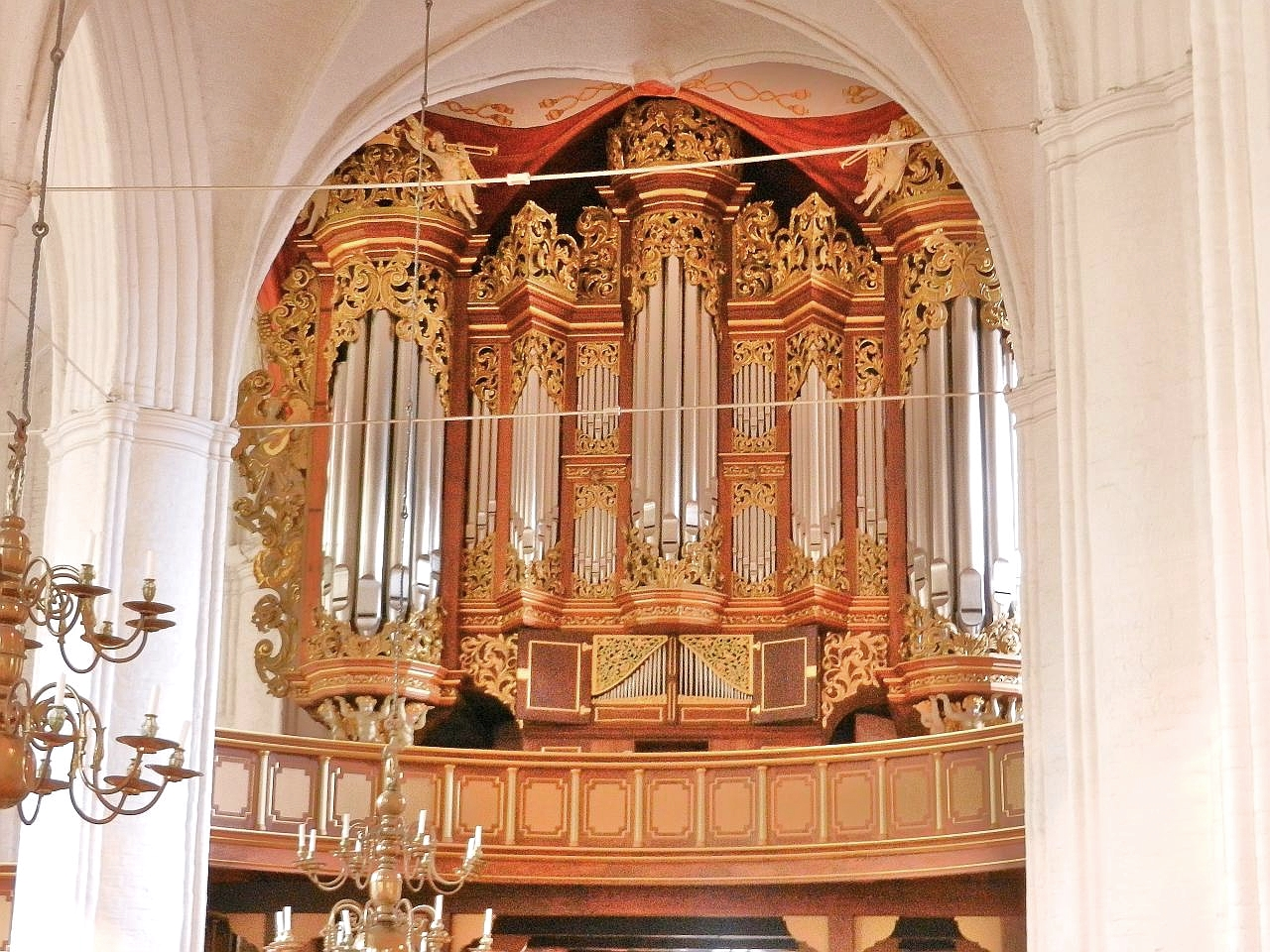
Prospetto dell'organo.
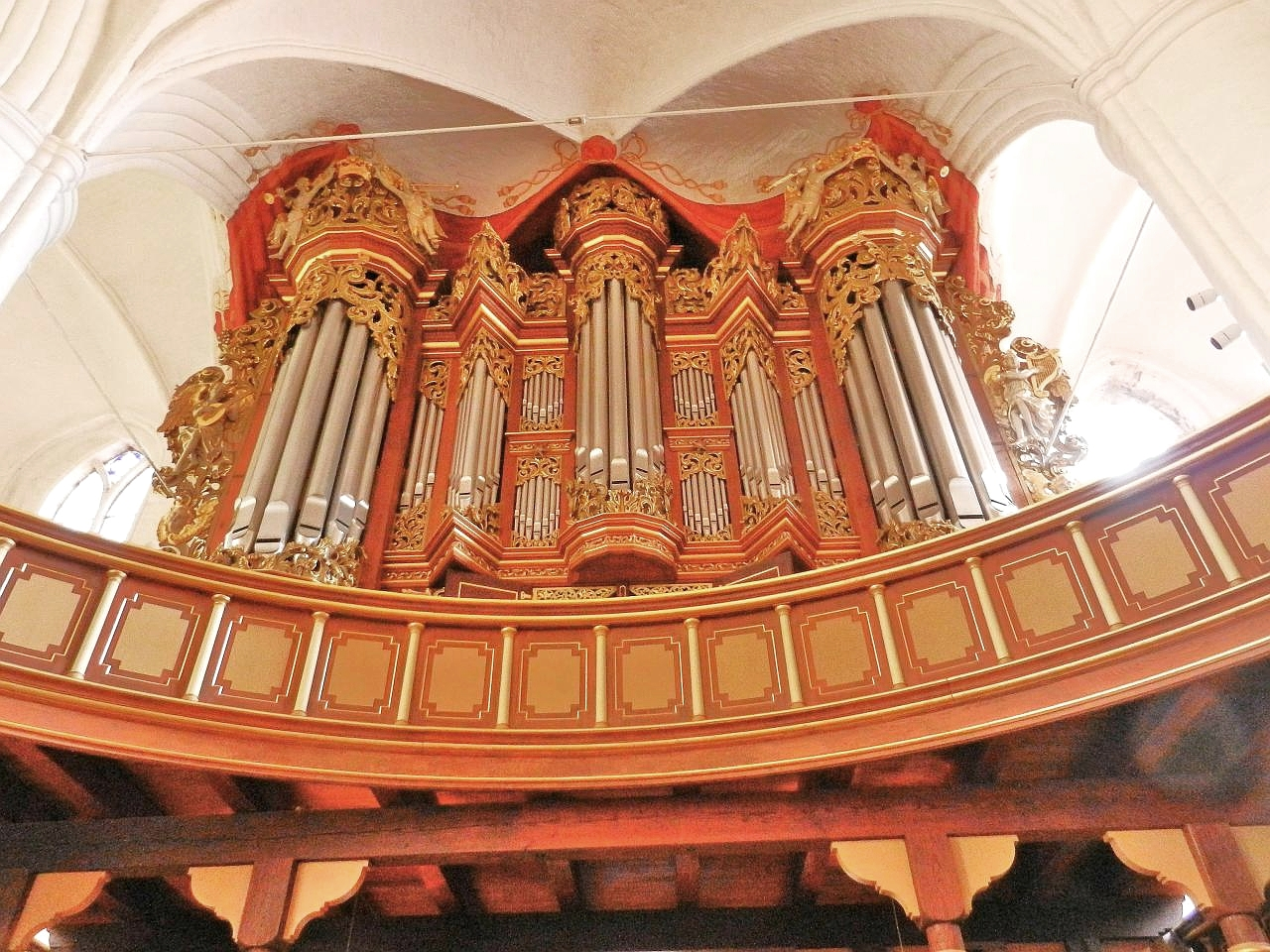
Prospetto dell'organo.
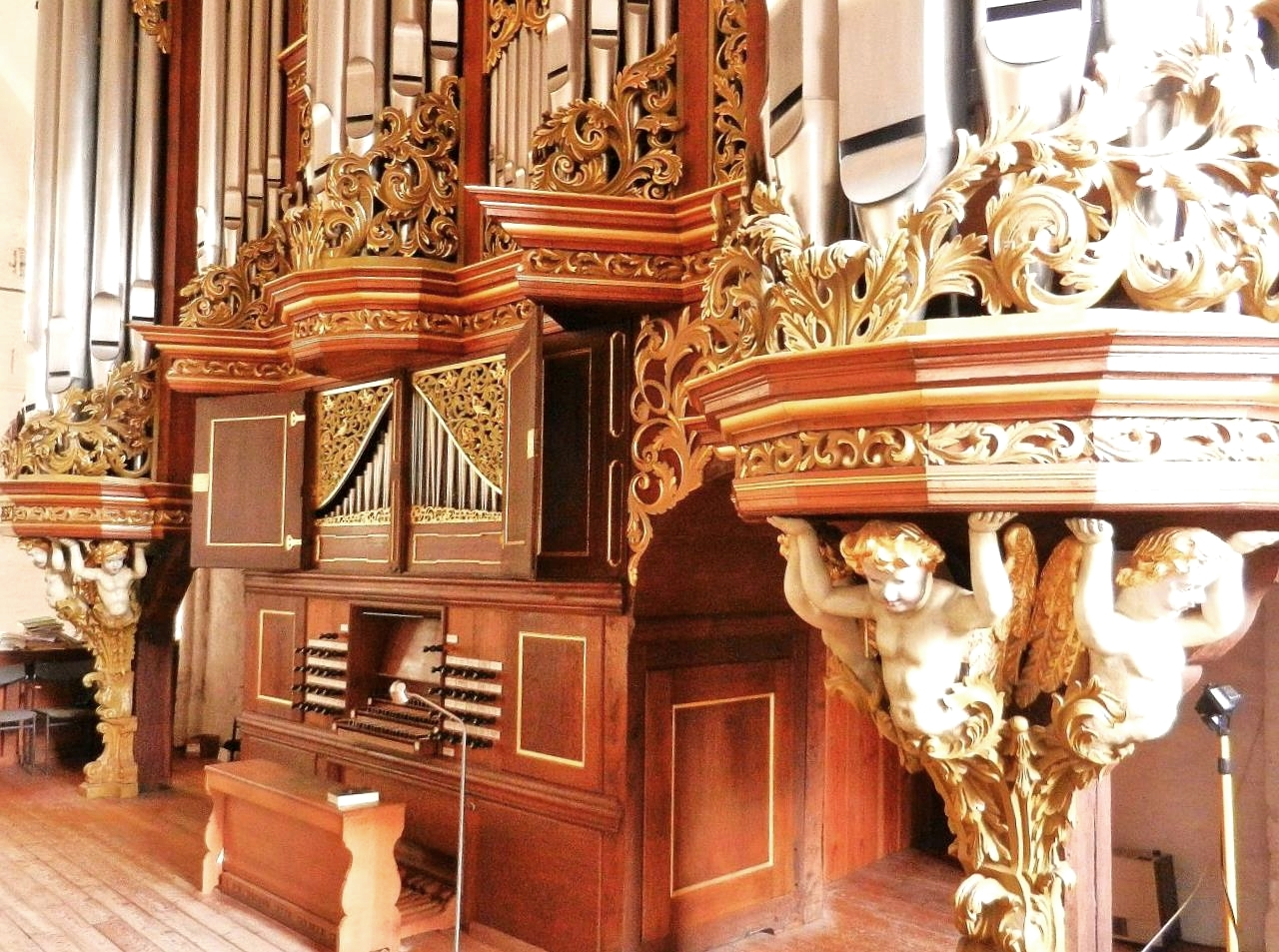
Vista della consolle.
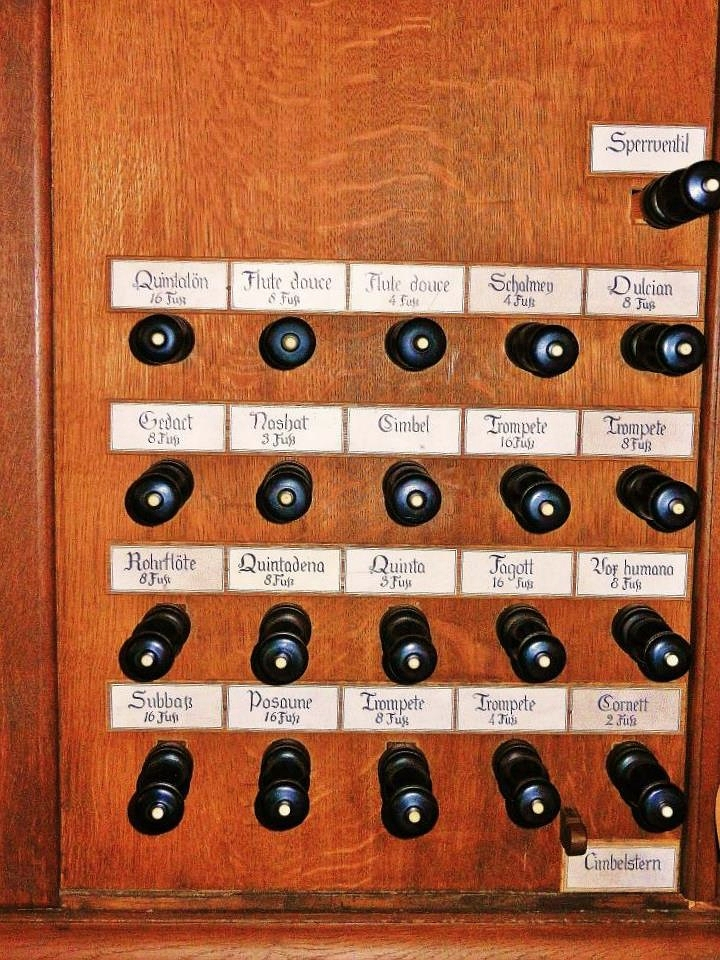
Tiranti a pomolo dei registri (alla sinistra dei manuali).
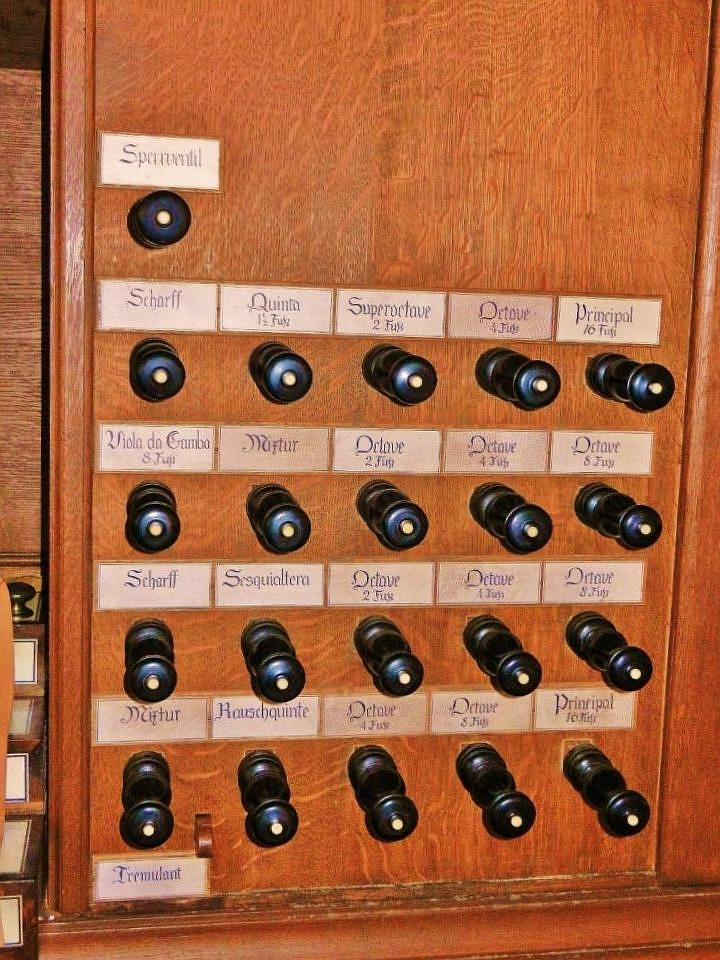
Tiranti a pomolo dei registri (alla destra dei manuali).